# جنغ جنغ
زهينغ زهينغ (بالصينية:郑铮; مواليد 11 يوليو 1989 في جينان) هو لاعب كرة قدم صيني يلعب حاليا كمدافع لصالح شاندونغ لونينغ في الدوري الصيني.
شارك في مباراته الدولية الأولى أمام منتخب الإمارات العربية المتحدة في مباراة ودية أقيمت يوم 6 أكتوبر 2011. وقد سجل اللاعب هدفين دوليين كانا في مرمى منتخب سنغافورة ضمن تصفيات كأس العالم لكرة القدم 2014.

## وصلات خارجية
- جنغ جنغ على موقع قاعدة بيانات كرة القدم.إي يو (الإنجليزية)
- جنغ جنغ على موقع ناشيونال فوتبول تيمز (الإنجليزية)
- جنغ جنغ على موقع Soccerway.com (الإنجليزية)
- جنغ جنغ على موقع كووورة
- جنغ جنغ على موقع اللجنة الأولمبية الصينية (الإنجليزية)

- احصائيات اللاعب على Sohu.com